# Саянск
Сая́нск — город (с 1985) в Иркутской области России.
Город расположен близ реки Оки (приток Ангары), в 270 км от Иркутска, в 9 км от федеральной трассы Р255 «Сибирь» (ранее М53 «Байкал»), в 28 км от железнодорожной станции Зима.
Образует муниципальное образование город Саянск со статусом городского округа как единственный населённый пункт в его составе.

## Этимология
До 1975 года тогда посёлок носил условное название Новая Зима (Новый Город). Рассматривались следующие варианты названий: Зиминск, Таёжный, Приокск, Новозиминск, Окинск, Сосноград и другие. В конце января 1975 года исполнительный комитет Иркутского областного Совета депутатов трудящихся принял решение: «Населённому пункту, возникшему при строящемся Зиминском электрохимическом комбинате (в 20-ти километрах от станции Зима, на правом берегу р. Оки) присвоить наименование „Саянск“. Причислить его к категории рабочих посёлков». По оценке Е. М. Поспелова, топоним происходит от географического положения города — при отрогах Восточного Саяна.

## Флаг и герб

### Описание и символика герба Саянска
В лазоревом (синем, голубом) поле серебряный грифон, идущий по включенной червленой (красной) оконечности, обремененной шестью золотыми кольцами, сложенными кольцеобразно и соединёнными узкими перемычками того же металла между двумя сосновыми шишками, обращенными врозь и также золотыми.
В центральной части герба изображение стилизованной фигуры мифологического существа — грифона, крылатого животного с туловищем льва и головой орла.
Согласно древневосточным мифологиям, это существо населяло территорию Восточной Скифии (Сибири), и ему приписывались охранительные функции. Это был бдительный страж: подземных кладовых, злата и серебра.
Образ грифона — образ сильного, смелого, зоркого и бдительного хранителя природных богатств нашего края: поваренной соли, как сырья химического производства, давшего жизнь и развитие городу, и лесных ресурсов. Отсюда и стилизованное изображение кристаллической решетки химического элемента — как эмблемы химии в целом и сосновых шишек — как составной части произрастающего в нашем регионе дерева.
Золотое изображение сосновых шишек и эмблемы химии указывают на основной элемент химического производства — хлор.
Основная идея герба — химия в тайге, и над этим высший разум (грифон-человек), призванный бережно хранить, использовать и приумножать природные богатства.

### Описание флага Саянска
Флаг муниципального образования — города Саянска — представляет собой прямоугольное синее полотнище с соотношением ширины к длине 1:3, воспроизводящее композицию гербового щита.

## История
Саянск — самый молодой город в Иркутской области. Начало его строительства в 1970 году связано с возведением одного из главных отечественных центров химической промышленности и 100-летним юбилеем В. И. Ленина. Строительство было начато среди тайги. Основное отличие, которым гордятся первые строители, от других городов в том, что не строилось временное жильё и бараки, а было начато возведение сразу капитального панельного 5-этажного дома среди тайги. При закладке дома в фундамент была заложена капсула с письмом для будущих поколений. Теперь это дом № 2 в 1-м микрорайоне.

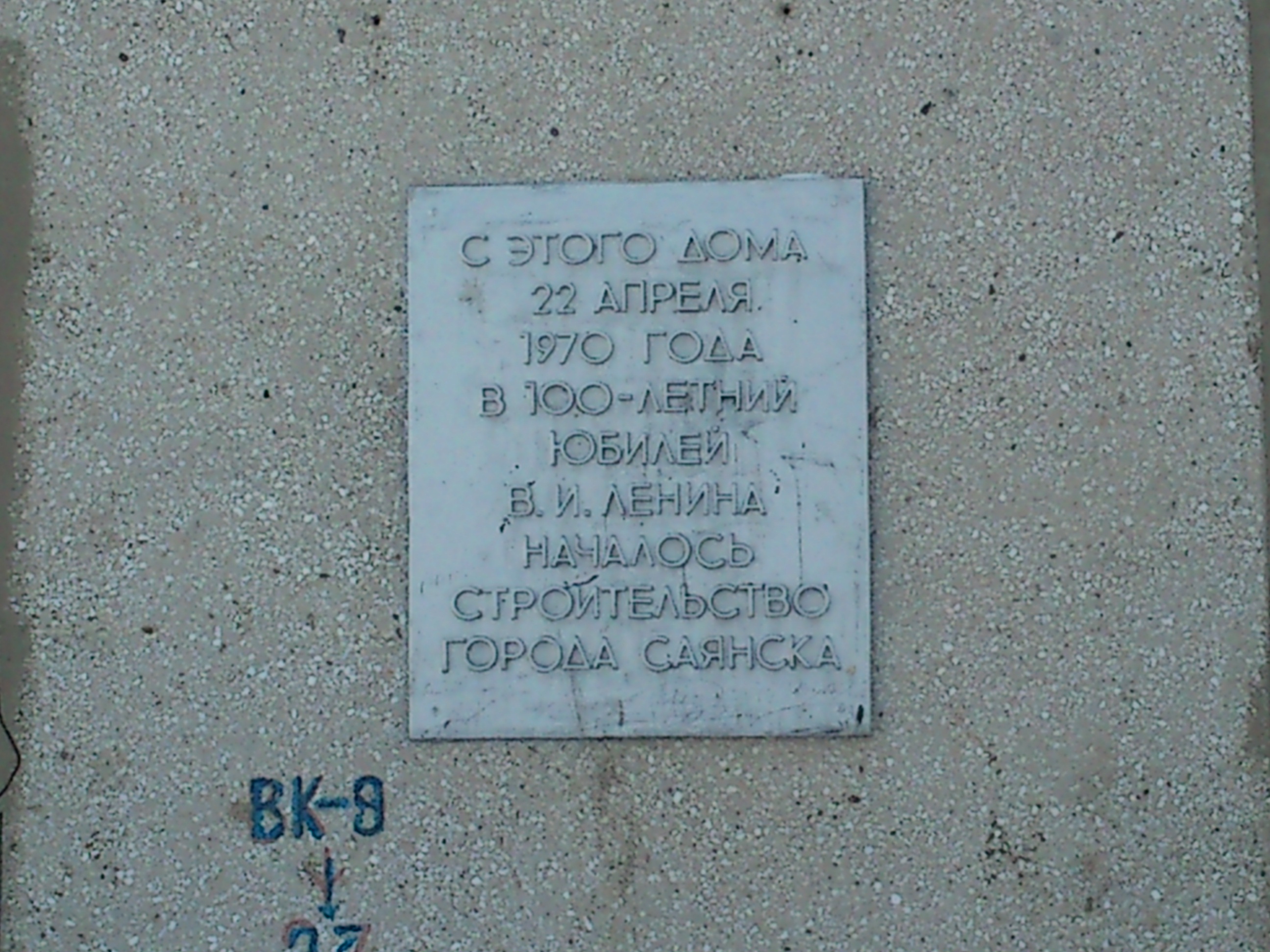

Основной вид разрабатываемых природных ресурсов — Зиминское месторождение каменной соли, которое служит сырьевой базой получения хлоридно-натриевых рассолов для производства хлора и каустической соды градообразующего предприятия ОАО «Саянскхимпласт». Обеспеченность предприятия запасами соли при существующем уровне добычи составляет сотни лет.
В августе 1985 года Саянск, до тех пор считавшийся рабочим посёлком, получил статус города областного подчинения. Это событие способствовало созданию самостоятельной экономической базы, становлению местных административных структур, развитию социальной сферы.

## География
Саянск расположен в западной части Иркутской области в таёжной зоне на правом берегу реки Ока на территории Иркутско-Черемховской равнины Среднесибирского плоскогорья на Сибирской платформе. Удаленность от областного центра Иркутска — 270 км. Высота над уровнем моря примерно 550 м. Общая площадь — 82,5 км².
Ближайшие к Саянску населенные пункты (численностью более 9000 человек) г. Зима ~ 26 км и р.п. Куйтун ~ 62 км.

## Население
| 1979    | 1989    | 1992    | 1996    | 1998    | 2000    | 2001    | 2002    |
| ------- | ------- | ------- | ------- | ------- | ------- | ------- | ------- |
| 8363    | ↗38 169 | ↗45 300 | ↗47 500 | ↘46 700 | ↘46 500 | ↗46 700 | ↘43 468 |
| 2003    | 2005    | 2006    | 2007    | 2008    | 2009    | 2010    | 2011    |
| ↗43 500 | ↗43 700 | ↗43 800 | ↗44 000 | ↘43 900 | ↘43 810 | ↘40 800 | ↘40 629 |
| 2012    | 2013    | 2014    | 2015    | 2016    | 2017    | 2018    | 2019    |
| ↘39 895 | ↘39 453 | ↘39 198 | ↘38 887 | ↗38 957 | ↘38 897 | ↗38 968 | ↘38 674 |
| 2020    | 2021    |         |         |         |         |         |         |
| ↗38 820 | ↘35 561 |         |         |         |         |         |         |

На 1 января 2025 года по численности населения город находился на 424-м месте из 1124 городов Российской Федерации. Среди городов Иркутской области находится на десятом месте по числу жителей. Население Саянска составляет примерно 1,5 % населения Иркутской области. Средний возраст жителей города — 34 года. Доля трудоспособного населения Саянска ~ 66,3 % от общего числа горожан.

## Экономика
Распоряжением Правительства РФ от 29 июля 2014 года № 1398-р «Об утверждении перечня моногородов» город включён в категорию «Монопрофильные муниципальные образования Российской Федерации (моногорода), в которых имеются риски ухудшения социально-экономического положения».
В ноябре 2020 года в единый государственный реестр недвижимости (ЕГРН) внесены сведения о границах территории опережающего социально-экономического развития (ТОСЭР) «Саянск».
Сведения о границах ТОСЭР «Саянск» внесены в ЕГРН на основании Постановления Правительства Российской Федерации от 16.03.2018 года № 262 "О создании территории опережающего социально-экономического развития «Саянск»..
ТОСЭР создается на территории муниципального образования или территориях нескольких муниципальных образований в границах одного субъекта Российской Федерации. На такой территории устанавливается особый правовой режим для осуществления предпринимательской и иных видов деятельности. Он призван сформировать условия, благоприятные для привлечения инвесторов и обеспечить развитие социально-экономической сферы ускоренными темпами, что позволит создать комфортные условия для проживающего на этой территории населения.
За это время на ТОСЭР «Саянск» было организовано три предприятия в статусе резидентов. Одно из них — по переработке ПВД (полиэтилена высокого давления) — ООО «Ирпласт». Предприятие производит крупногабаритные пластиковые емкости, наращивает объёмы производства, расширяет ассортимент. На сегодня в ассортименте — 25 видов изделий. Продукция ООО «Ирпласт» пользуется большим спросом. Территория сбыта не только Иркутская область, но и другие: Новосибирская область, Красноярский край. Планируется выход на зарубежный уровень — в Монголию.

### Промышленность
Основа экономики города строится на деятельности наиболее крупных предприятий Саянска, представляющих различные отрасли.
Основным предприятием промышленности является АО «Саянскхимпласт» — один из крупнейших в России производитель суспензионного поливинилхлорида (смола ПВХ). Предприятие производит продукцию, которая является сырьём для производства полимерных товаров и поставляется как на российские, так и на зарубежные рынки. «Саянскхимпласт» — одно из немногих предприятий России, которое сохранило свою социальную сферу: дворец культуры «Юность», Дворец Культуры, переданный в 2013 году в муниципальную собственность, две гостиницы «Ермак» и «Юбилейная», заводские столовые, санаторий-профилакторий «Кедр» и медсанчасть.
В связи с запуском новых комбинатов по производству ПВХ в 2014 году «Русвинил» в г. Кстово и в 2015 году «Башкирская содовая компания» в Стерлитамаке ожидается, что у комбината «Саянскхимпласт» возникнут серьёзные проблемы с реализацией своей продукции.
Из промышленных предприятий необходимо также отметить Ново-Зиминскую ТЭЦ, входящую в состав ОАО «Иркутскэнерго» и являющуюся одной из самых молодых станций данной энергосистемы. ТЭЦ изначально проектировалась и строилась как централизованный источник теплоснабжения для нужд Зиминского химического завода (в настоящее время АО «Саянскхимпласт») и города Саянска, и должна была стать одной из современных и мощных станций системы, построенных по блочному принципу. В настоящее время из 5 котлоагрегатов станции в эксплуатации находится четыре, один недостроенный котлоагрегат находится в замороженном состоянии.

### Пищевая промышленность
ООО «Саянский бройлер» (первоначальное название — Восточно-Сибирская птицефабрика, проектной мощностью 10 млн бройлеров в год)— крупнейший производитель диетического мяса. Населению предлагается более 10 наименований сырой и более 15 видов готовой продукции. В пищевой промышленности успешно развивается ОАО «Молочный комбинат „Саянский“». Это современное производство, вся продукция которого производится из натурального сырья экологически чистых районов. Высококачественные молочные продукты комбината пользуются большим спросом у населения города Саянска и многих городов области.

### Строительство
Строительный сектор представлен предприятиями ЗАО «Восток-Центр», ООО «Химпромстрой», ООО «Водоканалстрой», ООО «МСУ-50».

### Финансовый сектор
В Саянске представлены филиалы крупных банков, как Сбербанк России, ВТБ, Азиатско-Тихоокеанский Банк, Восточный экспресс. В городе представлен весь спектр услуг страховых компаний «Согаз-Мед», «Allianz РОСНО Жизнь», «Росгосстрах», «Военно-страховая компания», «Ингосстрах» и других.

### Торговля
В Саянске работает множество различных федеральных и региональных торговых сетей. Абсолют, Светофор, Слата, в 2023 году появились торговые точки Пятёрочки.

## Климат
Климат Саянска резко континентальный с продолжительной суровой зимой и коротким, но тёплым летом.
| Показатель                     | Янв. | Фев. | Март | Апр. | Май | Июнь | Июль | Авг. | Сен. | Окт. | Нояб. | Дек. | Год |
| ------------------------------ | ---- | ---- | ---- | ---- | --- | ---- | ---- | ---- | ---- | ---- | ----- | ---- | --- |
| Средний суточный максимум, °C  | −17  | −13  | −3   | 6    | 15  | 20   | 24   | 21   | 14   | 6    | −5    | −13  | 4   |
| Средний суточный минимум, °C   | −24  | −22  | −15  | −4   | 5   | 9    | 10   | 9    | 4    | −4   | −15   | −23  | −6  |
| Норма осадков, мм              | 10   | 10   | 10   | 15   | 30  | 55   | 80   | 75   | 45   | 30   | 20    | 20   | 400 |
| Источник: Туристический портал |      |      |      |      |     |      |      |      |      |      |       |      |     |

## Архитектура, достопримечательности
Районы города:
- Благовещенский (9 м-н)
- Ленинградский (7 м-н)
- Мирный (8 м-н)
- Октябрьский (5 м-н)
- Олимпийский (4 м-н)
- Солнечный (2Б м-н)
- Строителей (3 м-н)
- Центральный (2А м-н)
- Юбилейный (1 м-н)
- Южный (6 м-н)

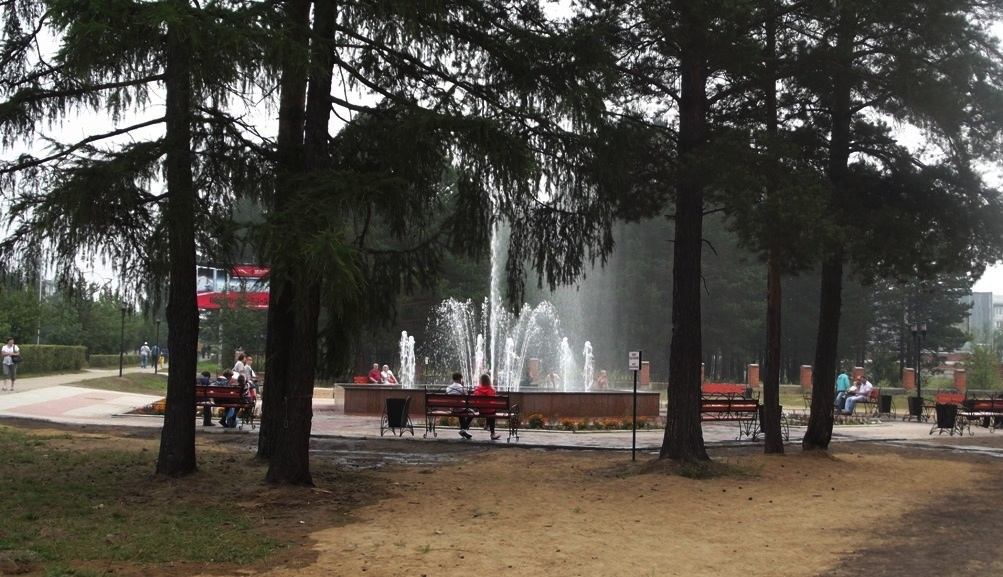
Саянский городской фонтан

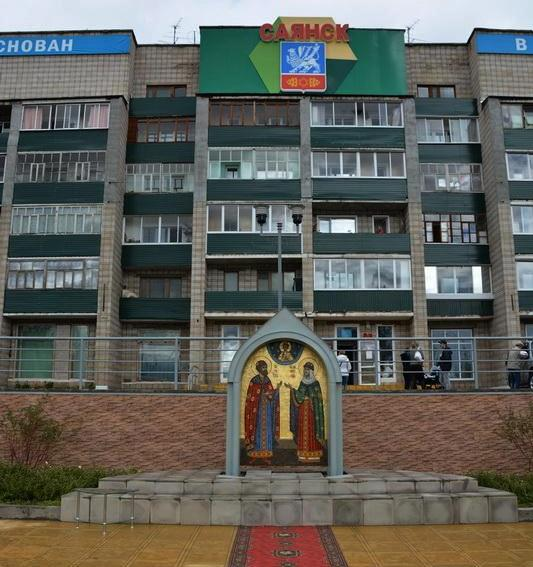

Жилые районы города удалены от промышленной площадки на 12 км.
- В августе 2013 года открыт Саянский городской фонтан.
- В 2015 году возле городского отдела ЗАГС установлена икона Святых Петра и Февронии Муромских.
- На въезде в город установлена стела «Саянск — город большой химии»
- 22 апреля 2020 года по случаю 150 годовщины со дня рождения В. И. Ленина и 50-летия основания Саянска, по инициативе организации «Дети войны» при поддержке Мэрии Саянска был установлен памятник В. И. Ленину. Деньги на монумент высотой в 2,5 метра собрали за счет добровольных пожертвований. Мэрия Саянска заявила о позитивной оценке деятельности Ленина для России.

## Культура
Саянск — один из культурных центров Иркутской области. На удовлетворение культурных и образовательных потребностей жителей направлена работа библиотек, картинной галереи, историко-экологического музея и музея ОАО «Саянскхимпласт». В городе давно существуют объединения художников и литераторов.
Свой творческий потенциал саянцы реализуют в школах искусств — двух музыкальных и художественной. Центром культурно-досуговой деятельности является дворец культуры «Юность». Ранее в городе также существовал ДК «Строитель», который в последующем был продан из собственности акционерного общества строителей «Восток» в частные руки. В 2013 году был открыт торгово-развлекательный центр «Скиф».
В ноябре 2019 года в городе открыта новая детская школа искусств, размещавшаяся ранее в нескольких строениях. Современное трехэтажное здание предназначено для обучения более 900 детей по трем направлениям: художественное, музыкальное и хореографическое.

### Творческие коллективы
В учреждениях культуры создано 17 творческих коллективов, из них восемь имеют звание «Народный»: Народный хор ветеранов войны и труда, Народный фольклорный ансамбль «Лучинушка», Народный ансамбль танца «Ручеек», ансамбль эстрадного танца «Импульс», Народный ансамбль песни «Вишенка», ансамбль народных инструментов «Каравай», Камерный хор «Санктус», Народная вокальная студия «Созвучие»; Творческая мастерская «DEMO», Информационное объединение «MediaFox». Два коллектива носят звание «Образцовый»: Вокальный ансамбль «Экспромт», Детский духовой оркестр «Дилижанс». Существует Дом детского творчества.

## Города-партнёры
- Красноярск, Россия (2011)[25]

## СМИ

### Пресса
- Газета «Новые Горизонты» в общественного ежедневника Саяно-Зиминского региона основана 1 апреля 1999 года.
- Газету «Новые Горизонты» с 1 января 2025 года закрыли.

### Местное телевидение
- Аналоговое вещание обязательных общедоступных телерадиоканалов в Иркутской области отключено 3 июня 2019 года.

Программы городского телеканала Студия ОСТ Транслируются только в кабельных сетях компании «ТелеНэт Саянск» на 22 канале.

### Цифровое эфирное телевидение
все 20 каналов для мультиплекса РТРС-1 и РТРС-2; Пакет радиоканал, включает: Вести ФМ, Радио Маяк, Радио России.
- Пакет телеканалов РТРС-1 (телевизионный канал 22, частота 482 МГц), включает: Первый канал, Россия 1-Иркутск, Матч-ТВ, НТВ, 5 канал, Россия-Культура, Россия 24-Иркутск, Карусель, ОТР, ТВЦ.
- Пакет телеканалов РТРС-2 (телевизионный канал 33, частота 570 МГц), включает: Рен-ТВ, Спас, СТС, Домашний, ТВ3, Пятница!, Звезда, Мир, ТНТ, МузТВ.
- Обязательные общедоступные региональные телеканалы («21-я кнопка»): телекомпании «АИСТ ТВ»
- Обязательные общедоступные муниципальные телеканалы («22-й кнопка»): НТС («Новое Телевидение Сибири»)

### Радиостанция
- Радио «Ретро FM» 105,6 FM — Радиоканал «Саяны» начал свое вещание в Саянске и Зиме 1 февраля 2009 года.